# Període predinàstic d'Egipte
El període predinàstic de l'antic Egipte és el període anterior a la dinastia I, és a dir, abans de la unificació del país. Comprèn –més o menys– del 6000 aC al 3000 aC i correspon aproximadament al Neolític d'Egipte.
Es treballava el coure i la fusta. Es coneixen tres fases culturals: Faium B, Maadi i Naqada I i II, obra aquesta última d'estrangers, potser semítics, que exerciren una forta influència en el país. A la fi del període apareixen ja documentats dos regnes:
- Baix Egipte, amb seu a Buto, sota la protecció de la dea serp Edjo i amb un rei que tenia el títol de Biti («el jonc», símbol del Baix Egipte) i duia la corona vermella.
- Alt Egipte, amb la capital a Nekhen, que tenia per patrona la dea voltor Nekhebet i amb un sobirà que tenia el títol de Nesut («l'abella», símbol de l'Alt Egipte) i duia la corona blanca.

Cada regne estava dividit en una sèrie de nomós o províncies, organització administrativa que es mantingué al llarg de la història faraònica. Amb la posterior unificació del país duta a terme per Menes, s'unificaren també ambdós títols (Nesut-biti: «rei de l'Alt i el Baix Egipte») i totes dues corones en l'anomenada pšent, i les dues dees entraren a formar part del protocol reial, però la distinció entre l'Alt i el Baix Egipte perdurà fins a la fi de la història egípcia. Hom coneix dos sobirans d'aquesta època: Ka i el rei Escorpí, que intentà d'unificar el país (vegeu: període protodinàstic). Naixia així el que es coneix com a període arcaic (3000 aC-2686 aC), que comprèn les dinasties I i II, amb seu a Memfis.

## El final de les glaciacions i la revolució neolítica
Entre els anys 13000 i 10000 aC, la temperatura va començar a pujar a poc a poc i el nord d'Àfrica rebia pluges abundants que van fer créixer les pastures, especialment a prop dels llacs que hi havia a la regió que, actualment, ocupa el desert del Sàhara (a l'oest del riu Nil) i al desert àrab (a l'est del Nil). La vall del Nil era pantanosa, perquè les pluges s'afegien a l'aigua del riu i això feia que hi hagués molta humitat. La presència de pastures va atreure unes quantes espècies d'animals (per exemple, ases salvatges) que, amb els cereals com el mill o l'arròs africà (no conreats encara), va atreure els grups humans caçadors-recol·lectors.
A causa de les pluges produïdes a l'actual Uganda, on es troba una de les fonts del Nil, vers la fi de juny el nivell del riu creixia, i prenia un color verdós perquè arrossegava restes de vegetals dels pantans i llacs. Més tard, arribaven inundacions produïdes pel desgel de les muntanyes d'Etiòpia, que hi portaven argila vermellosa. Una vegada acabada la inundació el nivell del riu baixava, i deixava grans superfícies cobertes de llim, compost pels sediments portats pel Nil (argila i restes vegetals). Aquest llim fertilitzava la terra anualment, de manera que era molt fàcil conrear-la.
Cap al VI mil·lenni aC, va començar a desenvolupar-se a petits llogarets activitats sedentàries d'agricultura i ramaderia, i va començar el Neolític a Egipte. La presència de llogarets agraris és relativament tardana a Egipte, perquè des del mil·lenni IX aC comença a desenvolupar-se a unes altres regions del Pròxim Orient, com ara Palestina (Jericó), Anatòlia central (a l'actual Kurdistan), i als monts Zagros (actual Iran i Iraq). El Neolític de Mesopotàmia va aparèixer cap a la mateixa època que a la vall del Nil, cap al 5500 aC.
El neolític egipci es desenvolupa al Baix Egipte i transcorre aproximadament des del 6000 aC fins al 4000 aC, en què dona pas a una cultura neolítica més complexa anomenada de Maadi i la d'Omari. És d'aparició més tardana a l'Alt Egipte. S'han localitzat establiments agrupats en la cultura neolítica d'el Faium (Faium a i b) que fou la primera cultura de granges a la vall del Nil, entre aquests els de Kom W i Kom K (de la Faium a). La regió d'el Faium era molt apropiada per a l'agricultura i ja abans del 6000 aC (epipaleolític o Mesolític) apareixen proves de cultures capsianes (Faium B).
Un emplaçament important, el primer localitzat el 1928, fou Merimde Beni Salamais –a la part occidental del delta–; és posterior al 5000 aC, i és considerat una prolongació de la cultura de Faium A, i al final, part de la cultura Badariana, estesa per l'Alt Egipte. Les tombes són simples i els difunts eren enterrats en posició contreta. S'aprecia una progressió d'estils urbans i dissenys de carrers durant un període prolongat de temps que fa pensar en un increment de la urbanització.
El neolític es distingeix per l'increment de l'agricultura i la ramaderia, procés que sembla situar-se vers el 5600 aC. Merimde fou ocupada des del 5600 al 4900 aC i els ocupants s'hi enterraven en tombes petites d'uns tres metres de llarg i la meitat d'ample, amb poca pedra i a terra sota la porta, costum que després es va abandonar. Eren pescadors i vivien dels peixos del riu. El comerç i l'intercanvi amb l'Alt Egipte es va iniciar vers el 5000 aC.

## El predinàstic antic o primerenc (ca. 4000-3500 aC)
Cap al 4000 aC, comença la fase més antiga de Naqada (Naqada I), situada a l'Alt Egipte, al sud d'Al-Badari, de la qual, en els seus moments finals, seria contemporània. Aquesta fase és denominada també amratià i ja s'hi coneixia la metal·lúrgia.
Al Baix Egipte, va aparèixer la cultura de Maadi (4000-3200 aC), continuadora de Faium A. Durant aquests moments, va aparèixer la metal·lúrgia al delta, probablement a causa de la relativa proximitat del Pròxim Orient. També es va produir un major desenvolupament i dependència de l'agricultura, i es començaren a dominar les crescudes del riu amb dics i canals, cosa que va permetre un sedentarisme total i la fundació de petites ciutats, que desembocarien posteriorment en la creació dels nomós.
Aquest període es caracteritza per l'àmplia difusió de la ceràmica (argila endurida i cuita), molt polida i de color opac o pintada. S'han trobat objectes decoratius realitzats en coure. A més de la ceràmica, les classes socials superiors utilitzaven atuells de pedra polida, ja que, malgrat l'ús de metalls, a Egipte es continuà utilitzant sempre la pedra. A les tombes de l'època, es va trobar gran quantitat d'aquests objectes, a més de llances i fletxes, cosa que fa suposar que existia la creença de la vida després de la mort, molt difosa posteriorment. A banda dels ritus funeraris, hi havia ritus agraris, amb l'objectiu d'obtenir la fertilitat dels camps. Justament en aquest període es van elaborar estatuetes similars a Hathor, la posterior dea de la fertilitat i del matrimoni. Aquesta dea està representada amb cos humà i cap i banyes de vaca. A més del tradicional cultiu de queviures, es va introduir el lli, amb el qual es van confeccionar vestimentes. Dins dels períodes de la cultura egípcia, es pot notar una gran uniformitat en el tractament diàfan de l'arquitectura quant a l'ús de la llum.

## El predinàstic mitjà (ca. 3500-3200 aC)

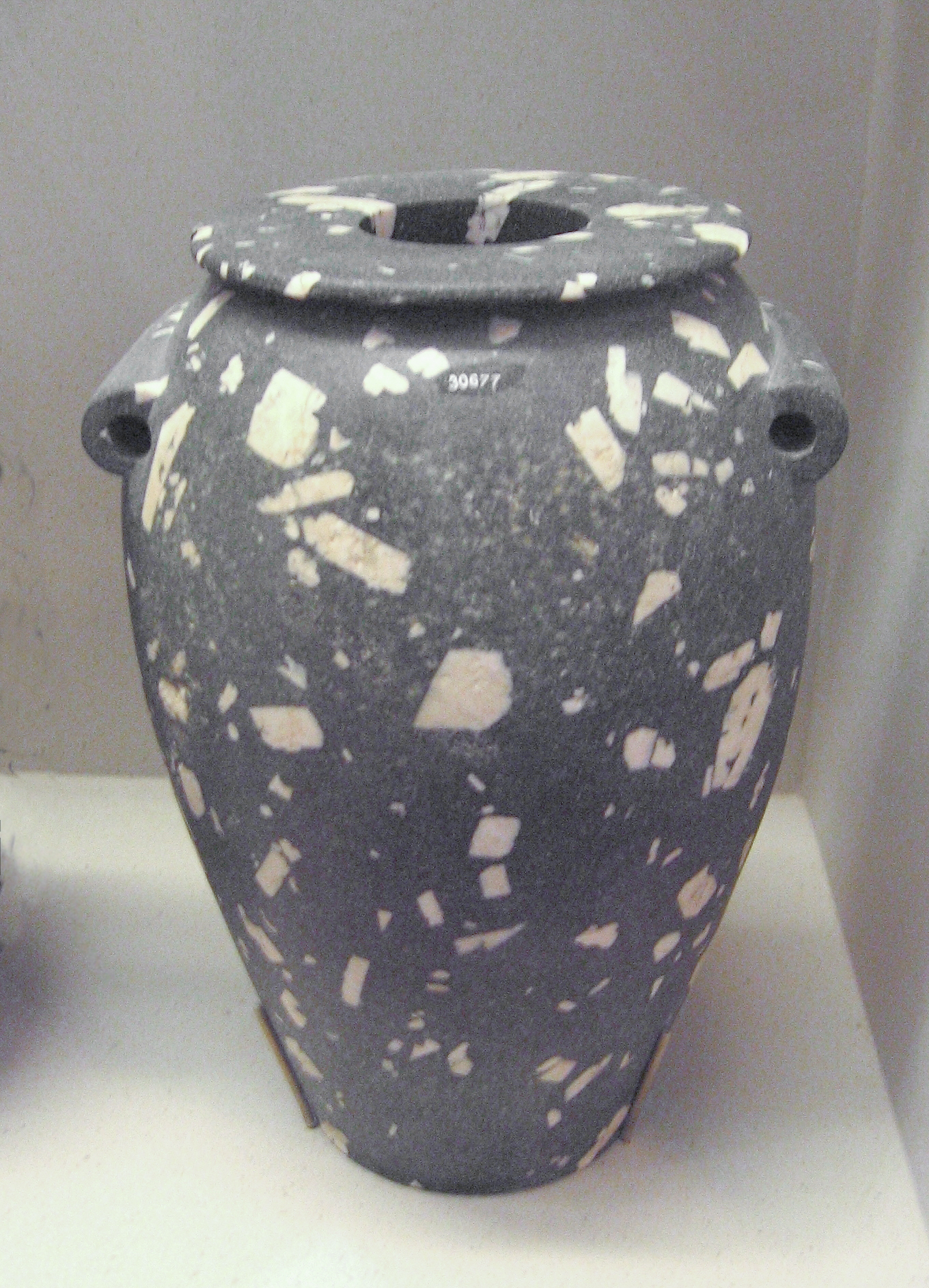
Atuell fabricat amb diorita, Naqada II, ~ 30 cm

El gerzeà o Naqada II (3500-3200 aC) seria la fase següent. Es va estendre per l'Alt i Mitjà Egipte i va arribar fins a Núbia (situada a l'àrea entre els actuals Egipte i Sudan). La seva influència comercial va ser àmplia, ja que va mantenir contactes amb Líbia, Síria, Mesopotàmia i Elam. En aquesta primerenca època, va començar a desenvolupar-se la jerarquització politicosocial, afermada posteriorment. Quant a l'agricultura, aquesta era sedentària, tot i que, a causa de la relativa aridesa del sòl en l'Alt Egipte, com a complement es continuaven desenvolupant activitats de pasturatge i caça seminòmada.
Els principals centres de la cultura gerzeana corresponen als jaciments de Naqada II (segona fase de Nagada), El-Kab (situada a la zona de la futura capital del Regne de l'Alt Egipte, coneguda com a Nekhen o Hieracòmpolis) i Al-Gerzeh. Aquest estava situat al nord, a l'altura d'el Faium, i dona nom al període, conegut com a gerzeà A. En la rodalia d'El-Kab, es van trobar els exemples més antics i primitius del que seria després el temple egipci. Un d'aquests estava fet de tova i era utilitzat per a protegir un animal sagrat. L'"animal sagrat" recorda els animals totèmics que tindrien les diferents ciutats posteriorment com un símbol local. A més, en l'art ceràmic (ceràmica pintada) d'aquesta època apareixen imatges (persones ballant, vaixells, animals, plantes, etc.) que s'assemblen als futurs emblemes de les ciutats.
L'altre grup cultural egipci del període és el de Maadi (pel seu jaciment epònim), que pertany al Baix Egipte, l'àrea sud del delta, on el Nil s'obre en diferents braços. Es creu que aquest grup es basava en el comerç amb les societats sedentàries del llevant i en l'agricultura, donada la fertilitat dels sòls del delta. Hi ha evidències d'elements de població semita, d'origen asiàtic.

## El predinàstic recent, tardà o protodinàstic (ca. 3200-3050 aC)
Aquesta època coincideix amb les fases més tardanes dels centres de Nagada a l'Alt Egipte (Naqada III, l'última fase d'ocupació) i de Gerzeh a l'Egipte Mitjà (període gerzeà B o tardà). Nekhen o Hieracòmpolis (jaciment d'El-Kab), també al sud, es va erigir com un dels principals centres polítics i els seus reis ostentaven simbòlicament la corona blanca de l'Alt Egipte. Nekheb, ciutat situada a l'altra riba del Nil, prop de Nekhen, era una ciutat santa consagrada a la dea voltor Nekhbet, símbol, juntament amb la corona blanca, de la monarquia Nekhen.
La principal ciutat del Baix Egipte era Buto. Situada en una illa occidental del delta, se la considera hereva de la cultura de Maadi. Els reis de la ciutat utilitzaven com a símbol la corona vermella i se situaven sota la protecció de la dea Wadjet. Busiris, en una altra illa més a l'est, era una pròspera ciutat controlada, probablement, per una aristocràcia comercial que va adoptar Osiris com a déu local. Heliòpolis era una prestigiosa i poderosa ciutat santa, consagrada al culte solar (el seu déu local primitiu era Tem, el sol ponent), la influència de la qual arribava fins i tot fins a l'Alt Egipte. Prop d'Heliòpolis, en el naixement del delta, es trobava Letòpolis, ciutat comercial que controlava l'intercanvi entre el delta i el curs alt del Nil.

## La unificació

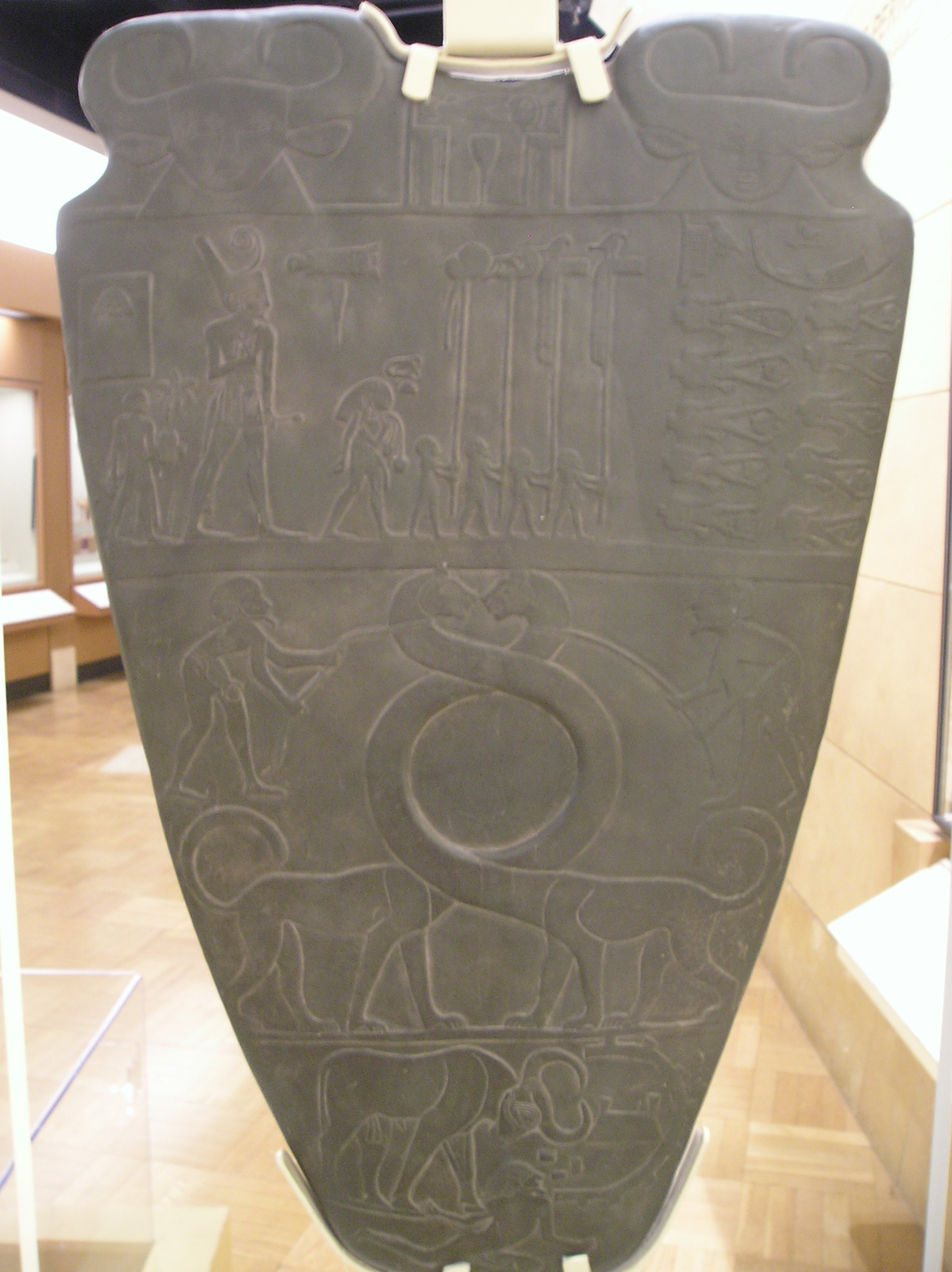
Paleta de Narmer: reproducció al Museu Reial d'Ontario, Toronto (Canadà)

La forma en què van arribar a la unificació no està clarament documentada, però s'estima que van ser reis militars i enèrgics de Nekhen (Hieracòmpolis), de l'Alt Egipte, els que es van imposar sobre Buto i el delta. La tradició egípcia, recollida per Manethó, sostenia que un rei anomenat Menes va ser el que va unificar el país i les llistes reials d'Egipte comencen per Meni, per la qual cosa s'estima que Menes-Meni va ser qui va unir el país.
S'han trobat diverses paletes, maces i elements commemoratius que aporten algunes dades. Una d'aquestes, l'anomenada maça d'Horus Escorpí, trobada a Nekhen, representa un rei portant la corona blanca, símbol reial d'aquesta ciutat, per la qual cosa s'ha deduït que només regnava al sud, ja que no portava la corona vermella de Buto, del Baix Egipte. Hi ha algun autor que, sense aportar proves, el considera protounificador d'Egipte.
L'anomenada paleta de Narmer simbolitza, segons Gardiner, la unificació d'Egipte. Narmer, el rei, apareix en un dels seus costats amb la corona blanca de l'Alt Egipte i colpeja amb una maça un home agenollat, que probablement representa el Baix Egipte. A la cara oposada, es mostra el rei, amb la corona vermella del Baix Egipte, supervisant els enemics decapitats i, més avall, dos animals fantàstics amb colls entrellaçats, possiblement un símbol de la unió. La interpretació habitualment adoptada és que Narmer va aconseguir la victòria sobre el Baix Egipte i va unificar tota la vall.
No està dilucidat si Horus Escorpí i Narmer són dues formes de referir-se al mateix rei. El mateix succeeix amb un tercer sobirà, Aha. El més acceptat és que són tres governants diferents, segons el següent ordre cronològic: Horus Escorpí (II), Narmer i Aha.

## Cronologia
| Període              | Època (+ 100 anys)   | Cultura                | Cultura               |
| -------------------- | -------------------- | ---------------------- | --------------------- |
| Paleolític egipci    | Abans de 8000 a. C.  |                        |                       |
| Epipaleolític egipci | c. 8000 - 5200 a. C. |                        |                       |
|                      | c. 6000 - 5000 a. C. | Faium B, Nabta Playa   |                       |
| Neolític egipci      | c. 5200 - 4000 a. C. | Faium A                |                       |
|                      | c. 4800 - 4200 a. C. | Merimde                |                       |
|                      | c. 4600 - 4400 a. C. | Omari                  |                       |
|                      | c. 4400 - 4000 a. C. | Badari                 |                       |
|                      | c. 4000 - 3300 a. C. | Madi                   |                       |
|                      |                      |                        |                       |
| Predinàstic Alt      | c. 5500 - 3800 a. C. | Faium, Merimde, Badari |                       |
|                      | c. 3800 - 3500 a. C. | Amaratià               | Naqada Ia - Ib        |
| Predinàstic Mitjà    | c. 3500 - 3400 a. C. | Gerzeà Alt             | Naqada Ic - IIa - IIb |
| Predinàstic Baix     | c. 3400 - 3300 a. C. | Gerzeà Mitjà           | Naqada IIc            |
|                      | c. 3300 - 3200 a. C. | Gerzeà Baix            | Naqada IId1 - IId2    |
| Protodinàstic        | c. 3200 - 3050 a. C. | Semrainià              | Naqada IIIa1 - IIIc1  |
| Període Arcaic       | c. 3050 - 2600 a. C. |                        | Naqada IIId           |